# Condado de Wheatland (Alberta)
El condado de Wheatland es un distrito municipal canadiense situado en la provincia de Alberta.

## Superficie
Wheatland tiene una superficie de 4505,05 km².

## Demografía
En 2021, tenía 8738 habitantes, una densidad poblacional de 1,9 hab./km², y 3108 viviendas.